# Dipterocarpus dyeri
Espèce
Classification phylogénétique
Statut de conservation UICN

 EN  : En danger
Dipterocarpus dyeri est un grand arbre sempervirent d'Asie du Sud-Est, appartenant à la famille des Diptérocarpacées.

## Répartition
Dispersée dans les forêts de plaine à dipterocarp et bambous de la Péninsule Malaise, Myanmar, Thaïlande, Cambodge et Viêt Nam.

## Préservation
En danger critique de disparition du fait de la déforestation.